# Полици Ђенероса
Полици Ђенероса (итал. Polizzi Generosa) је насеље у Италији у округу Палермо, региону Сицилија.
Према процени из 2011. у насељу је живело 3454 становника. Насеље се налази на надморској висини од 918 м.

## Становништво
Према резултатима пописа становништва 2011. у општини је живело 3.607 становника.
| 1931. | 1936. | 1951. | 1961. | 1971. | 1981. | 1991. | 2001. | 2011. |
| ----- | ----- | ----- | ----- | ----- | ----- | ----- | ----- | ----- |
| 7.693 | 7.459 | 8.064 | 7.277 | 5.972 | 5.084 | 4.748 | 4.169 | 3.607 |